# Sociedad Económica de Amigos del País de Sanlúcar de Barrameda
La Sociedad Económica Amigos del País de Sanlúcar de Barrameda fue fundada en 1781 con el objetivo de promover el desarrollo económico de dicho municipio andaluz, en el contexto de la Ilustración española.

## Historia
Tras la fundación de la Sociedad Económica, el Cabildo dejó de ocuparse de la enseñanza pasando el testigo a esta. La Sociedad se erigió en el órgano que evaluaba la idoneidad de los aspirantes a docentes en el municipio. Además, uniendo los conceptos ilustrados de Educación y Beneficencia, creó la Escuela Patriótica de Hilados y la Casa de niñas huérfanas y desamparadas.
Entre sus miembros se encontraban Lucas Marín y Cubillos, Francisco de Theran, Manuel del Castillo, Rafael Velázquez-Gaztelu, II marqués de Campoameno y el marqués de Casa Arizón.
Manuel Vázquez de Alborné. La presencia de este grupo ilustrado en la localidad gaditana propició en gran medida la relación de dicho municipio con Manuel de Godoy, que ejerció sobre el mismo una auténtica labor de protectorado con la creación de la Provincia marítima de Sanlúcar de Barrameda y del Jardín Botánico de la Paz.